# خانه کربلایی افضل بیگ رفیعی
خانه کربلایی افضل بیگ رفیعی مربوط به اواخر دوره صفوی -اوایل دوره قاجار است و در خوسف، داخل شهر واقع شده و این اثر در تاریخ ۲۵ اسفند ۱۳۷۹ با شمارهٔ ثبت ۳۴۵۳ به‌عنوان یکی از آثار ملی ایران به ثبت رسیده است.